# Будак (Госпић)
Будак је насељено мјесто у Лици. Припада граду Госпићу, у Личко-сењској жупанији, Република Хрватска.

## Географија
Будак је удаљен око 5 км сјеверно од Госпића, а од Личког Осика око 3 км југозападно.

## Становништво
Према попису из 1981. и 1991. године подаци исказивани у насељу Лички Осик. 2001. године насеље настало издвајањем из Личког Осика. Према попису становништва из 2001. године, Будак је имао 175 становника. Према попису становништва из 2011. године, насеље Будак је имало 151 становника.
| Демографија | Демографија | Демографија |
| Година      | Становника  | Становника  |
| ----------- | ----------- | ----------- |
| 1961.       | 256         |             |
| 1971.       | 257         |             |
| 1981.       | 0           |             |
| 1991.       | 0           |             |
| 2001.       | 175         |             |
| 2011.       |             | 151         |